# Code:Breaker
Code:Breaker (Eigenschreibweise: CØDE:BREAKER, japanisch コード: ブレイカー, Kōdo:Bureikā) ist eine Manga-Serie der japanischen Zeichnerin Akimine Kamijō, die von 2008 bis 2013 in Japan erschien. Sie wurde als Anime-Fernsehserie adaptiert und in mehrere Sprachen übersetzt. Das Werk ist in die Genres Action, Romantik und Comedy einzuordnen.

## Inhalt
Die Schülerin Sakura Sakurakōji (桜小路 桜) beobachtet aus dem Bus heraus, wie ihr Mitschüler Rei Ōgami (大神 零) im Park Menschen in blaue Flammen aufgehen lässt. Doch als sie später zu dem Ort zurückkehrt, findet sie keinen Hinweis auf die Geschehnisse. Als sie Rei zur Rede stellt, erfährt sie, dass dieser Teil einer geheimen Organisation der Regierung ist und ein sogenannter Code:Breaker, ein Auftragsmörder mit übernatürlichen Fähigkeiten. Da sie nun dies erfahren hat, gerät Sakura bald selbst in Gefahr.

## Veröffentlichungen

### Manga
Die Serie erscheint seit Juni 2008 im Magazin Weekly Shōnen Magazine des Verlags Kōdansha in Japan. Das letzte Kapitel der Serie soll am 17. Juli 2013 in der 33. Ausgabe des Magazins veröffentlicht werden.
Die Kapitel wurden auch in bisher 26 Sammelbänden herausgebracht, die sich jeweils über 40.000-mal verkauften.
Bei Egmont Manga und Anime erscheint seit November 2009 eine deutsche Übersetzung der Serie. In der Übersetzung von Björn Oke Maas wurden bisher 25 Bände veröffentlicht. Bei Del Rey erscheint eine englische Fassung, bei Pika Édition eine französische und bei Tong Li eine chinesische.

### Anime-Fernsehserie
2012 produzierte das Studio Kinema Citrus unter der Regie von Yasuhiro Irie eine dreizehnteilige Anime-Fernsehserie auf Grundlage des Mangas. Das Serienkonzept und Drehbuch stammt von Yasuhiro Irie, während Yukie Akitani das Charakterdesign entwarf. Toshiki Nishi war verantwortlich für die künstlerische Leitung. 
Seit dem 7. Oktober 2012 nach Mitternacht (und damit vorigen Fernsehtag wird die Serie von dem Sender MBS) erstausgestrahlt, sowie mit bis zu einer Versatz von Tokyo MX, TVQ Kyushu, TV Aichi und landesweit per BS-11.

#### Synchronsprecher
| Rolle                   | Japanische Stimme  |
| ----------------------- | ------------------ |
| Rei Ōgami/Code:06       | Nobuhiko Okamoto   |
| Sakura Sakurakōji       | Yōko Hikasa        |
| Aoba Takatsu/Code:Names | Eri Sendai         |
| Toki/Code:04            | Ken’ichi Suzumura  |
| Yukihina                | Kenjirō Tsuda      |
| Heike Masaomi/Code:02   | Subaru Kimura      |
| Yuuki Tenpouin/Code:03  | Toshiyuki Toyonaga |
| Rui Hachiouji/Code:05   | Mitsuki Saiga      |

#### Musik
Die Musik der Serie komponierte Takayuki Hattori. Der Vorspann wurde unterlegt mit Dark Shame von Granrodeo und der Abspanntitel ist Shiroi Karasu (シロイカラス) von Ken’ichi Suzumura.